# زالزالک کرکی
زالزالک کرکی (Crataegus mollis) درختی است که در شمال خاوری آمریکا می‌روید.
این درخت ۱۰ تا ۱۳ متر قد می‌کشد و تاجی از شاخه‌های خاردار و انبوه دارد و تنه آن خاکستری رنگ است.
برگ‌های آن ۵ تا ۱۰ سانتی‌متر طول دارند و بیشتر در پایان تابستان و به خاطر بیماری برگ، می‌ریزند.

## نگاره‌ها

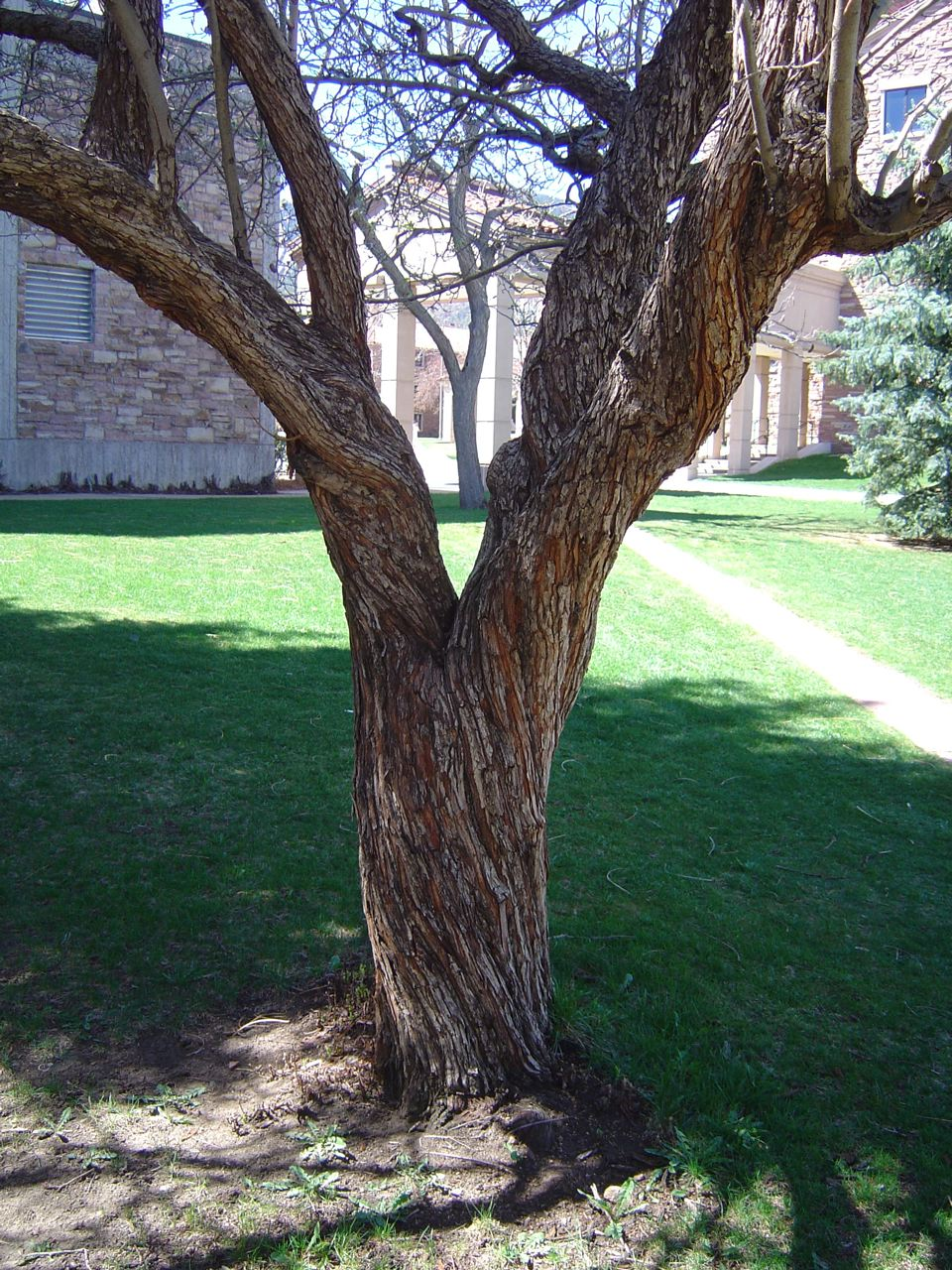
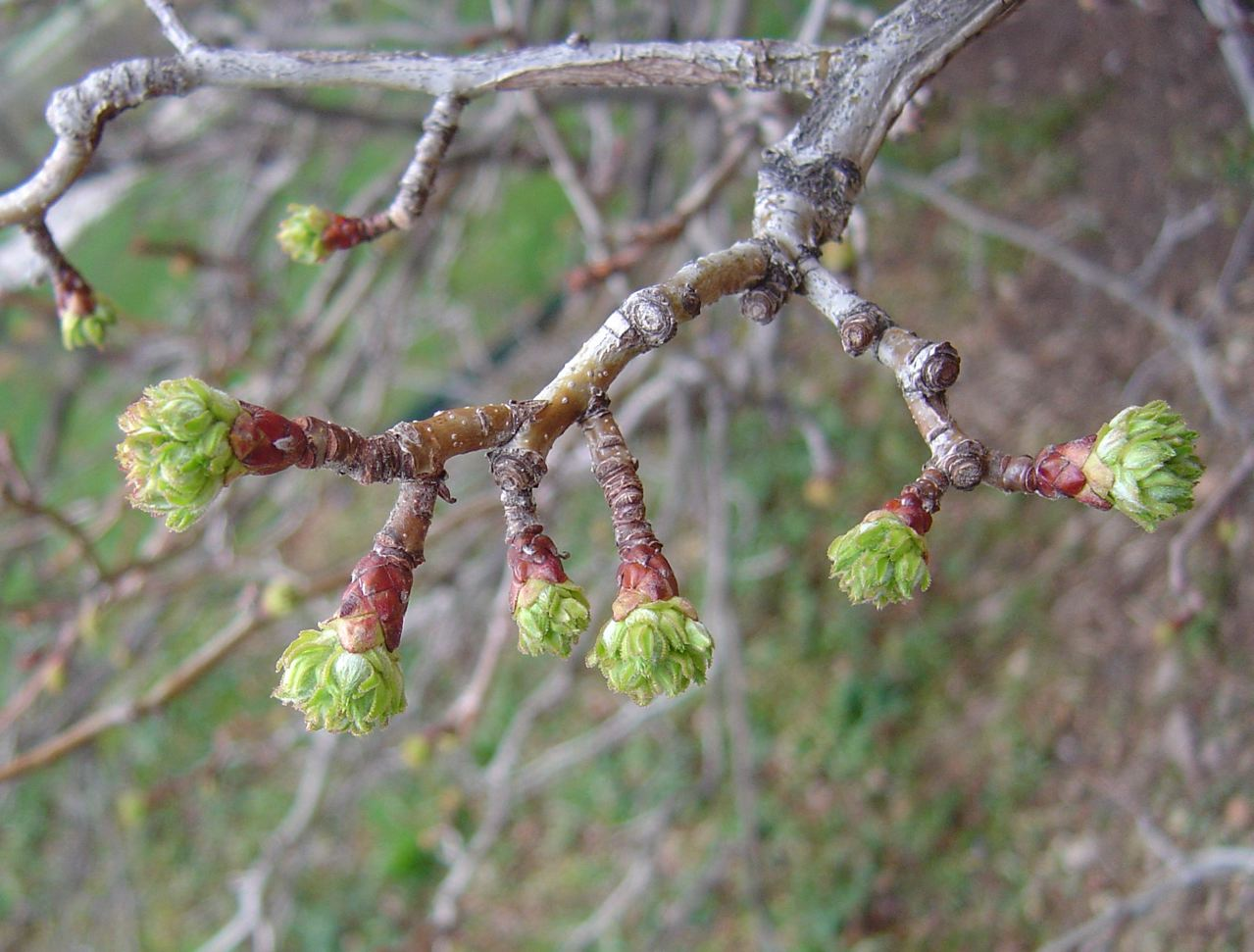
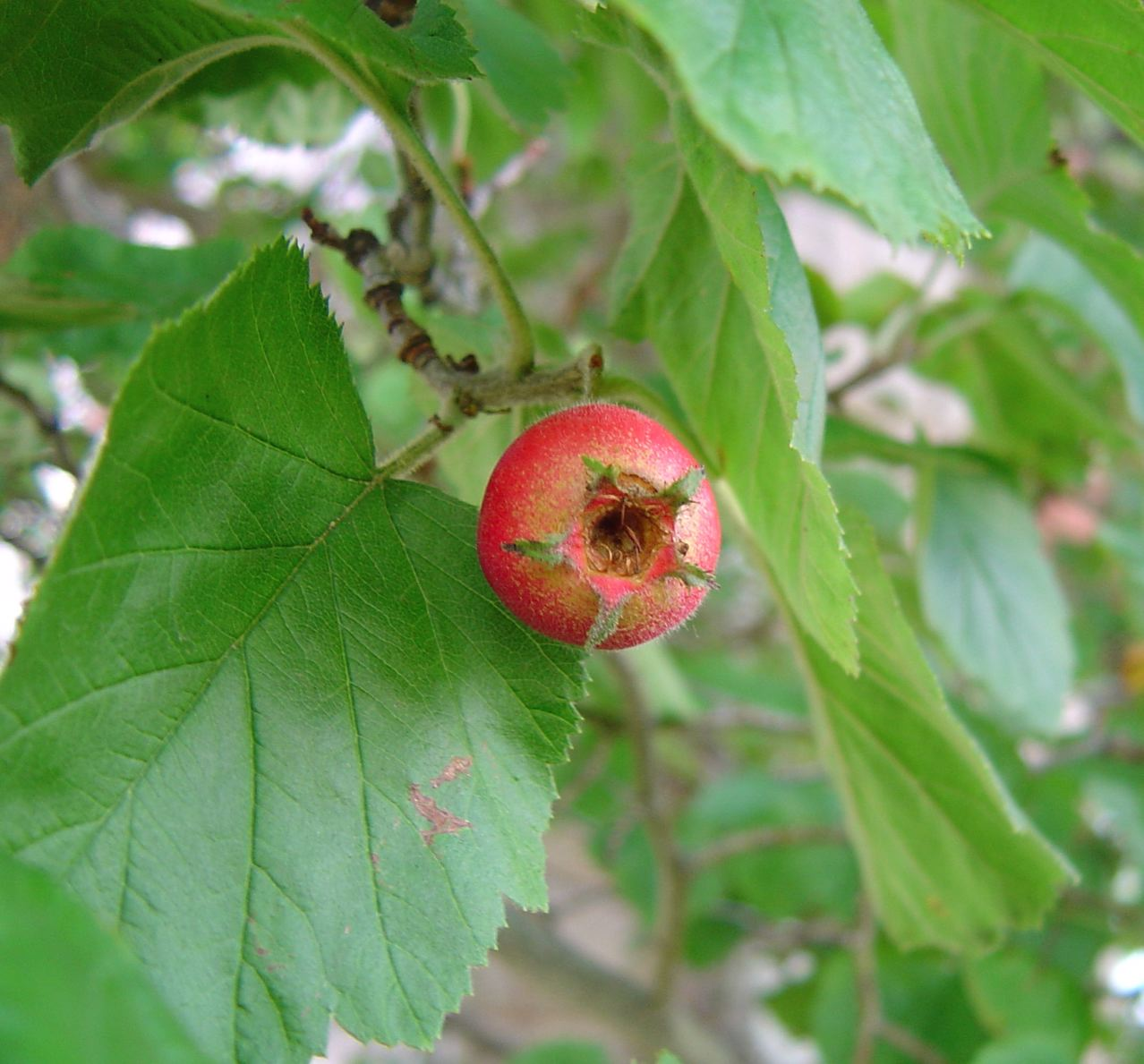